# 31893 Rodriguezalvarez
2000 FB44 (asteroide 31893) é um asteroide da cintura principal. Possui uma excentricidade de 0.18428100 e uma inclinação de 8.21750º.
Este asteroide foi descoberto no dia 29 de março de 2000 por LINEAR em Socorro.